# Szkoła Podstawowa nr 24 im. Partyzantów Lubelszczyzny w Lublinie
Szkoła Podstawowa nr 24 im. Partyzantów Lubelszczyzny w Lublinie – publiczna szkoła podstawowa założona w 1917 w Lublinie.

## Historia szkoły
Szkoła została powołana przez władze austriackie w 1917. Początkowo  uczęszczały do niej wyłącznie dziewczęta wyznania mojżeszowego. Dopiero od roku 1935/1936 naukę rozpoczęły w niej dzieci polskie. Pierwszym patronem został Mateusz Antoni Butrymowicz, działacz Sejmu Wielkiego.
Szkoła podczas II wojny światowej organizowała tajne nauczanie: języka polskiego, geografii i historii Polski.
Od 1955 siedzibą SP 24 jest budynek przy ulicy Niecałej 1 w Lublinie. W 1965 szkole nadano imię Partyzantów Lubelszczyzny.

## Znani absolwenci
- Bohdan Łazuka, aktor filmowy i teatralny, piosenkarz